# Distrito electoral federal 8 del estado de México
El VIII Distrito Electoral Federal del Estado de México es uno de los 300 Distritos Electorales en los que se encuentra dividido el territorio de México para la elección de diputados federales y uno de los 40 en los que se divide el Estado de México. Su cabecera es la ciudad de Tultitlán de Mariano Escobedo.
El Distrito VIII se encuentra al norte del Valle de México, desde 2022 el territorio del distrito electoral lo conforman el territorio principal del Municipio de Tultitlán (su exclave norte pertenece al Distrito VI) y la mayoría de las colonias del Municipio de Cuautitlán Izcalli al sur del Circuito Exterior Mexiquense. Lo conforman 174 secciones electorales en total. 

## Distritaciones anteriores

### Distritación 1996 - 2005
Entre 1996 a 2005 el territorio del Distrito VIII lo formaba completamente el municipio de Tultitlán (incluyendo el exclave) y la totalidad del municipio de Cuautitlán.

### Distritación 2005 - 2017
Durante el periodo de 2005 a 2017 el territorio del distrito electoral lo conformaba todo el territorio del municipio de Tultitlán, con la excepción de su exclave noreste, que formaba a su vez parte del Distrito XXXVII. Lo conformaban 125 secciones electorales.

### Distritación 2017 - 2022
Tras la distritación electoral nacional de 2014-2017 llevada a cabo por el Instituto Nacional Electoral el territorio del distrito electoral permaneció sin mayores cambios, fue conformado por el territorio principal del municipio de Tultitlán, su exclave norte pertenecía al Distrito XXXVII. Su cabecera distrital era Tultitlán de Mariano Escobedo. 

## Diputados por el distrito
| Legislatura   | Periodo                                           | Diputado                            | Grupo parlamentario                                      |
| ------------- | ------------------------------------------------- | ----------------------------------- | -------------------------------------------------------- |
| I             | 7 de diciembre de 1857-17 de mayo de 1861         |                                     |                                                          |
| II            | mayo de 1861-mayo de 1863                         |                                     |                                                          |
| III           | 20 de octubre de 1863-1865                        |                                     |                                                          |
| IV            | 5 de noviembre de 1867-14 de septiembre de 1868   |                                     |                                                          |
| V             | 15 de septiembre de 1869-15 de septiembre de 1871 |                                     |                                                          |
| VI            | 15 de septiembre de 1871-15 de septiembre de 1873 |                                     |                                                          |
| VII           | 15 de septiembre de 1873-15 de septiembre de 1875 |                                     |                                                          |
| VIII          | 15 de septiembre de 1875-22 de mayo de 1878       |                                     |                                                          |
| IX            | 2 de septiembre de 1878-15 de septiembre de 1880  |                                     |                                                          |
| X             | 16 de septiembre de 1880-15 de septiembre de 1882 |                                     |                                                          |
| XI            | 16 de septiembre de 1882-15 de septiembre de 1884 |                                     |                                                          |
| XII           | 16 de septiembre de 1884-15 de septiembre de 1886 |                                     |                                                          |
| XIII          | 16 de septiembre de 1886-15 de septiembre de 1888 |                                     |                                                          |
| XIV           | 16 de septiembre de 1888-15 de septiembre de 1890 |                                     |                                                          |
| XV            | 16 de septiembre de 1890-15 de septiembre de 1892 |                                     |                                                          |
| XVI           | 16 de septiembre de 1892-15 de septiembre de 1894 |                                     |                                                          |
| XVII          | 16 de septiembre de 1894-15 de septiembre de 1896 |                                     |                                                          |
| XVIII         | 16 de septiembre de 1896-15 de septiembre de 1898 |                                     |                                                          |
| XIX           | 16 de septiembre de 1898-15 de septiembre de 1900 |                                     |                                                          |
| XX            | 16 de septiembre de 1900-15 de septiembre de 1902 |                                     |                                                          |
| XXI           | 16 de septiembre de 1902-15 de septiembre de 1904 |                                     |                                                          |
| XXII          | 16 de septiembre de 1904-15 de septiembre de 1906 |                                     |                                                          |
| XXIII         | 16 de septiembre de 1906-15 de septiembre de 1908 |                                     |                                                          |
| XXIV          | 16 de septiembre de 1908-15 de septiembre de 1910 |                                     |                                                          |
| XXV           | 16 de septiembre de 1910-15 de septiembre de 1912 |                                     |                                                          |
| XXVI          | 16 de septiembre de 1912-10 de octubre de 1913    | José J. Reynoso                     |                                                          |
| XXVI (bis)    | 16 de noviembre de 1913-5 de agosto de 1914       |                                     |                                                          |
| Constituyente | 1 de diciembre de 1916-5 de febrero de 1917       | José J. Reynoso                     |                                                          |
| XXVII         | 15 de abril de 1917-31 de agosto de 1918          | Carlos Campero                      |                                                          |
| XXVIII        | 1 de septiembre de 1918-31 de agosto de 1920      |                                     |                                                          |
| XXIX          | 1 de septiembre de 1920-31 de agosto de 1922      |                                     |                                                          |
| XXX           | 1 de septiembre de 1922-31 de agosto de 1924      | Pedro Laguna                        |                                                          |
| XXXI          | 1 de septiembre de 1924-31 de agosto de 1926      |                                     |                                                          |
| XXXII         | 1 de septiembre de 1926-31 de agosto de 1928      |                                     |                                                          |
| XXXIII        | 1 de septiembre de 1928-31 de agosto de 1930      |                                     |                                                          |
| XXXIV         | 1 de septiembre de 1930-31 de agosto de 1932      |                                     |                                                          |
| XXXV          | 1 de septiembre de 1932-31 de agosto de 1934      |                                     |                                                          |
| XXXVI         | 1 de septiembre de 1934-31 de agosto de 1937      |                                     |                                                          |
| XXXVII        | 1 de septiembre de 1937-31 de agosto de 1940      |                                     |                                                          |
| XXXVIII       | 1 de septiembre de 1940-31 de agosto de 1943      | Antonio Mancilla Bauza              | Partido de la Revolución Mexicana                        |
| XXXIX         | 1 de septiembre de 1943-31 de agosto de 1946      | Octavio Sentíes Gómez               | Partido de la Revolución Mexicana                        |
| XL            | 1 de septiembre de 1946-31 de agosto de 1949      | Fernando Riva Palacio               | Partido Revolucionario Institucional                     |
| XLI           | 1 de septiembre de 1949-31 de agosto de 1952      |                                     |                                                          |
| XLII          | 1 de septiembre de 1952-31 de agosto de 1955      |                                     |                                                          |
| XLIII         | 1 de septiembre de 1955-31 de agosto de 1958      | Leonardo Rodríguez Alcaine          | Partido Revolucionario Institucional                     |
| XLIV          | 1 de septiembre de 1958-31 de agosto de 1961      | Graciana Becerril Bernal            | Partido Revolucionario Institucional                     |
| XLV           | 1 de septiembre de 1961-31 de agosto de 1964      | Silverio Pérez                      | Partido Revolucionario Institucional                     |
| XLVI          | 1 de septiembre de 1964-31 de agosto de 1967      | Raúl Legaspi Donis                  | Partido Revolucionario Institucional                     |
| XLVII         | 1 de septiembre de 1967-31 de agosto de 1970      | Antonio Bernal Tenorio              | Partido Revolucionario Institucional                     |
| XLVIII        | 1 de septiembre de 1970-31 de agosto de 1973      | Mario Colín Sánchez                 | Partido Revolucionario Institucional                     |
| XLIX          | 1 de septiembre de 1973-31 de agosto de 1976      | Humberto Lira Mora                  | Partido Revolucionario Institucional                     |
| L             | 1 de septiembre de 1976-31 de agosto de 1979      | Armando Labra Manjarrez             | Partido Revolucionario Institucional                     |
| LI            | 1 de septiembre de 1979-31 de agosto de 1982      | Mauricio Valdés Rodríguez           | Partido Revolucionario Institucional                     |
| LII           | 1 de septiembre de 1982-31 de agosto de 1985      | Gustavo Pérez y Pérez               | Partido Revolucionario Institucional                     |
| LIII          | 1 de septiembre de 1985-31 de agosto de 1988      | Jorge Antonio Díaz de León Valdivia | Partido Revolucionario Institucional                     |
| LIV           | 1 de septiembre de 1988-31 de octubre de 1991     | Alfonso Alcocer Velázquez           | Partido del Frente Cardenista de Reconstrucción Nacional |
| LV            | 1 de noviembre de 1991-31 de octubre de 1994      | Roberto Ruiz Ángeles                | Partido Revolucionario Institucional                     |
| LVI           | 1 de noviembre de 1994-31 de agosto de 1997       | Maricela Cerón Nequiz               | Partido Revolucionario Institucional                     |
| LVII          | 1 de septiembre de 1997-31 de agosto de 2000      | Jorge Silva Morales                 | Partido de la Revolución Democrática                     |
| LVIII         | 1 de septiembre de 2000-31 de agosto de 2003      | Raúl Covarrubias Zavala             | Partido Acción Nacional                                  |
| LIX           | 1 de septiembre de 2003-31 de agosto de 2006      | Santiago Cortés Sandoval            | Partido de la Revolución Democrática                     |
| LX            | 1 de septiembre de 2006-22 de febrero de 2009     | Francisco Martínez Martínez         | Partido de la Revolución Democrática                     |
| LX            | 26 de febrero de 2009-16 de marzo de 2009         | Facundo González Miranda            | Partido de la Revolución Democrática                     |
| LX            | 16 de marzo de 2009-31 de agosto de 2009          | Francisco Martínez Martínez         | Partido de la Revolución Democrática                     |
| LXI           | 1 de septiembre de 2009-2 de abril de 2012        | Sandra Méndez Hernández             | Partido Revolucionario Institucional                     |
| LXI           | 2 de abril de 2009-17 de abril de 2012            | Vacante                             | Partido Revolucionario Institucional                     |
| LXI           | 17 de abril de 2012-1 de mayo de 2012             | Sandra Méndez Hernández             | Partido Revolucionario Institucional                     |
| LXI           | 1 de mayo de 2009-9 de julio de 2012              | Vacante                             | Partido Revolucionario Institucional                     |
| LXI           | 9 de julio de 2012-31 de julio de 2012            | Sandra Méndez Hernández             | Partido Revolucionario Institucional                     |
| LXI           | 31 de julio de 2009-8 de agosto de 2012           | Vacante                             | Partido Revolucionario Institucional                     |
| LXI           | 8 de agosto de 2012-31 de agosto de 2012          | Sandra Méndez Hernández             | Partido Revolucionario Institucional                     |
| LXII          | 1 de septiembre de 2012-31 de agosto de 2015      | Marco Antonio Calzada Arroyo        | Partido Revolucionario Institucional                     |
| LXIII         | 1 de septiembre de 2015-21 de enero de 2018       | Sandra Méndez Hernández             | Partido Revolucionario Institucional                     |
| LXIII         | 1 de febrero de 2018-31 de agosto de 2018         | Mariana Vanessa Ruiz Ledesma        | Partido Revolucionario Institucional                     |
| LXIV          | 1 de septiembre de 2018-31 de agosto de 2021      | Gustavo Contreras Montes            | Movimiento Regeneración Nacional                         |
| LXV           | 1 de septiembre de 2021-24 de abril de 2024       | Gustavo Contreras Montes            | Movimiento Regeneración Nacional                         |
| LXV           | 24 de abril de 2024-31 de agosto de 2024          | Ricardo Torres Torres               | Movimiento Regeneración Nacional                         |
| LXVI          | 1 de septiembre de 2024-                          | Anay Beltrán Reyes                  | Movimiento Regeneración Nacional                         |

## Resultados electorales

### Elecciones de 2024
|  | 60.60 % |

|  | 26.44 % |

|  | 10.67 % |

|  | 0.06 % |

|  | 2.23 % |

|  | 100.0 % |

|  | 68.25 % |

### Elecciones de 2021
|  | 42.37 % |

|  | 25.55 % |

|  | 12.36 % |

|  | 4.89 % |

|  | 2.82 % |

|  | 2.71 % |

|  | 2.14 % |

|  | 1.68 % |

|  | 1.53 % |

|  | 0.77 % |

|  | 0.08 % |

|  | 3.08 % |

|  | 100.00 % |

|  | 49.97 % |

### Elecciones de 2018
|  | 53.36 % |

|  | 22.60 % |

|  | 21.28 % |

|  | 0.06 % |

|  | 2.70 % |

|  | 100.00 % |

|  | 65.47 % |

### Elecciones de 2009
|  | 44.92 % |

|  | 20.35 % |

|  | 12.05 % |

|  | 10.77 % |

|  | 2.88 % |

|  | 1.12 % |

|  | 0.17 % |

|  | 5.66 % |

|  | 100.00 % |